# Pallesen Pilmark Show
Pallesen Pilmark Show var et dansk musikalsk-humoristisk show med Per Pallesen og Søren Pilmark.
Stilen var ordløs deadpan med en række fysiske gags centreret om to flygler med de to komikere iført kjole og hvidt. 
Inspiration har måske været Victor Borge.
Showet turnerede i Østen og USA.
En udgave optaget af DR vandt Sølvrosen ved Rose d'Or-festivalen i 1985.
Pallesen og Pilmark har også arbejdet også sammen uden for showet, blandt andet i tv-serien Gøngehøvdingen samt med den Oscar-nominerede kortfilm Helmer og Søn fra 2006.